# Tutto per la Lettonia
Tutto per la Lettonia (in lettone: Visu Latvijai - VL) è stato un partito politico lettone di orientamento nazionalista e conservatore fondato nel 2006.
Nel 2011 è confluito in Alleanza Nazionale.